# Wądzyn (Dąbrówno)
Wądzyn (deutsch Wansen) ist ein Dorf in der polnischen Woiwodschaft Ermland-Masuren. Es gehört zur Gmina Dąbrówno (Landgemeinde Gilgenburg) im Powiat Ostródzki (Kreis Osterode in Ostpreußen).

## Geographische Lage
Wądzyn liegt im Südwesten der Woiwodschaft Ermland-Masuren, 26 Kilometer westlich der früheren Kreisstadt Neidenburg (polnisch Nidzica) bzw. 29 Kilometer südlich der heutigen Kreismetropole Ostróda (deutsch Osterode (Ostpreußen)).

## Geschichte
Das Gründungsjahr des vor 1540 Wannßen genannten Dorfes und Guts ist 1338. 1874 wurden die Landgemeinde und der Gutsbezirk Wansen in den neu errichteten Amtsbezirk Groß Koschlau (polnisch Koszelewy) im ostpreußischen Kreis Neidenburg eingegliedert. Im Jahre 1910 waren in Wansen 135 Einwohner geneldet, von denen 177 zur Landgemeinde und 58 zum Gutsbezirk gehörten.
Mit dem gesamten Soldauer Gebiet wurde der Amtsbezirk Groß Koschlau am 10. Januar 1920 gemäß dem Versailler Vertrag an Polen abgetreten. Dorf und Gut Wansen erhielten die gemeinsame polnische Namensform „Wądzyn“ und zählten 1931 zusammen 229 Einwohner. Ab dem 1. August 1934 gehörte Wądzyn zur Landgemeinde Żabiny, die am 26. Oktober 1939 an das Deutsche Reich überstellt wurde. Wądzyn wurde in „Wansen“ rückbenannt, die Landgemeinde Żabiny in „Seeben“ umbenannt und am 1. April 1940 als „Amtsbezirk Seeben“ dem Kreis Neidenburg zugeordnet.
In Kriegsfolge kam Wansen 1945 erneut zu Polen, jetzt mit dem gesamten südlichen Ostpreußen. Das wieder „Wądzyn“ genannte Dorf ist heute eine Ortschaft im Verbund der Gmina Dąbrówno (Landgemeinde Gilgenburg) im Powiat Ostródzki (Kreis Osterode in Ostpreußen), bis 1998 der Woiwodschaft Olsztyn (Allenstein), seither der Woiwodschaft Ermland-Masuren zugehörig. Im Jahre 2011 zählte Wądzyn 120 Einwohner.

## Kirche
Vor 1945 war Wansen in die evangelische Kirche (Usdau-)Sczuplienen (polnisch (Uzdowo-)Szcupliny) in der Kirchenprovinz Ostpreußen der Kirche der Altpreußischen Union bzw. in der Diözese Działdowo (Soldau) der Unierten Evangelischen Kirche in Polen, außerdem in die römisch-katholische Kirche Gilgenburg (polnisch Dąbrówno) eingepfarrt.
Heute gehört Wądzyn evangelischerseits zur Kirche in Działdowo mit der (nähergelegenen) Filialkirche Lidzbark (Lautenburg) in der Diözese Masuren der Evangelisch-Augsburgischen Kirche in Polen, katholischerseits zur Pfarrei in Koszelewy (Groß Koschlau) im Dekanat Rybno, Region Brodnica (Strasburg) im Bistum Toruń (Thorn).

## Verkehr
Wądzyn liegt an einer Nebenstraße, die die Woiwodschaftsstraße 542 bei Dąbrówno mit der Woiwodschaftsstraße 538 bei Tuczki (Tautschken) verbindet. Eine Anbindung an den Bahnverkehr besteht nicht.